# Kappenberger + Braun
Kappenberger + Braun (Abkürzung: K+B) ist ein familiengeführtes Unternehmen mit Sitz in Cham (Oberpfalz) in Bayern. Es gliedert sich in die beiden Unternehmensbereiche Elektrotechnik mit Installation von Elektroanlagen und Produktion sowie den Einzelhandel in den K+B expert Fachmärkten. K+B ist Mitglied der Fachhandelskooperation der expert AG.

## Geschichte
Das Unternehmen wurde am 1. Juli 1960 von Josef Kappenberger und Michael Braun als Elektro-, Radio- und Fernseheinzelhandelsunternehmen mit sechs Mitarbeitern im oberpfälzischen Cham gegründet. Mitte der 1960er Jahre erfolgte eine erste Erweiterung der Verkaufsfläche und der Werkstätten.
1971 wurde am Steinmarkt 12 ein neues Elektroeinzelhandelsgeschäft mit rund 800 Quadratmetern Verkaufsfläche sowie angeschlossenem Lager, Büro und Werkstatt eröffnet. Im folgenden Jahr wurde K+B Mitglied in der Fachhandelskooperation expert. Bereits 1975 expandierte K+B erneut und eröffnete im Chamer Ortsteil Janahof eine neue Betriebsanlage.
Gegen Ende der 1980er Jahre wurde der Expansionskurs fortgesetzt und 1985 im niederbayerischen Regen der erste K+B expert Fachmarkt mit dazugehöriger Servicewerkstatt eröffnet. Kurze Zeit später kam in Neufahrn bei Freising die dritte Niederlassung des Unternehmens hinzu. Mit den politischen Veränderungen in den Ostblockstaaten wagte Kappenberger + Braun den Markteintritt in der Tschechoslowakei. Mit der staatlichen Handelskette Tuzex wurde ein Vertrag über die Lieferung von Unterhaltungselektronik und Haushaltsgeräten unterzeichnet.
In den 1990er Jahren baute K+B ein eigenes Händlernetz für Groß- und Einzelhandel auf und eröffnete weitere K+B expert Fachmärkte. Im tschechischen Pilsen wurde das Tochterunternehmen Kappenberger + Braun Elektro-Technik s.r.o. gegründet. 1998 wurde in Prag die neue Zentrale in Tschechien fertiggestellt.
Mit der Eröffnung von weiteren Fachmärkten in Waldkirchen, Bad Kötzting und Amberg wurde das Filialnetz in Ostbayern ausgeweitet. Auch im benachbarten Tschechien wurden Märkte in Příbram und Ústí nad Labem eröffnet. 2009 wurde das Filialnetz in Tschechien um vier weitere K+B expert Fachmärkte erweitert. Seit den 1990er-Jahren gibt es auch zwei Filialen in Thüringen, in Ilmenau und Rudolstadt.
2010 erfolgte der Markteintritt in der Slowakei mit Standorten in Snina und Rimavská Sobota und der Eröffnung von vier Weiteren im Jahr 2011.

## Unternehmensstruktur
Kappenberger + Braun lässt sich in zwei Unternehmensbereiche gliedern: Elektrotechnik mit Installation und Produktion und zum anderen den Elektronikeinzelhandel in den Fachmärkten in Deutschland, Tschechien und der Slowakei. Im Bereich Elektrotechnik vertreibt K+B Produkte in Lichttechnik, Nachrichtentechnik, Kommunikationstechnik, Sicherheitstechnik, Automatisierung und Umwelttechnik. Auch die Installation von Photovoltaikanlagen gehört zum Tätigkeitsbereich.
Im Produktsortiment befinden sich Maschinen- und Anlagensteuerungen, Steuerschränke für Mess- und Regeltechnik, Pultsysteme und Wartentechnik, Blindleistungsregelanlagen, Kommunikationsschränke und Niederspannungsschaltanlagen.

## Auszeichnungen
- Bayerischer Qualitätspreis 1998[3]
- Preisträger bei "Bayerns Best 50" 2012
- Großer Preis des Mittelstandes 2010, 2011